# Calonotos plumulata
Calonotos plumulata är en fjärilsart som beskrevs av Klages 1906. Calonotos plumulata ingår i släktet Calonotos och familjen björnspinnare. Inga underarter finns listade i Catalogue of Life.